# Erimba
Erimba (in der deutschen Kolonialzeit Konstantinhafen, auch Rimba) ist ein kleiner Ort an der Nordostküste der Madang-Provinz von Papua-Neuguinea, südlich von Stephansort an der Bismarcksee. Wenige Kilometer westlich von Erimba mündet der Fluss Kabenau in die Astrolabe Bay.

## Geschichte
Am 17. September 1871 ankerte in dem Naturhafen die russische Korvette Witjas. Der russischen Forscher Nikolai Miklucho-Maklai ging hier erstmals an Land. Er nannte den Ort Konstantinhafen nach dem russischen Großfürsten Konstantin Nikolajewitsch Romanow. Miklucho-Maklai, der es verstand, das Vertrauen der hier lebenden Einheimischen zu gewinnen, blieb zunächst für 15 Monate, um  naturwissenschaftliche, geologische, anthropologische und soziologische Forschungen zu betreiben.
Im Auftrag des Hamburger Neuguinea-Konsortiums (später umbenannt in Neuguinea-Kompagnie) von Adolph von Hansemann bereiste Otto Finsch 1884 und 1885 mit Kapitän Eduard Dallmann die Nordküste Neuguineas und  schloss Verträge über Landerwerbungen ab. Am 17. Oktober 1884 hissten die Besatzungen der deutschen Kriegsschiffe Elisabeth und Hyäne in Konstantinhafen die deutsche Flagge.
Es dauerte noch bis 1886 als in Konstantinhafen erstmals eine Siedlung errichtet wurde. Sie entstand als Nebenstation für die bedeutende Plantage von Stephansort. 1896 wurde Konstantinhafen durch das Schmalspur-Feldbahnnetz mit Stephansort, Erimahafen und Bogadjim verbunden und war gegen Ende des 19. Jahrhunderts überwiegend als Versuchsplantage gefragt.